# Ma ville aux rayons X
Ma ville aux rayons X est une émission de télévision québécoise en six épisodes de 30 minutes animée par Olivier Niquet et présentée à partir du 9 mai 2022 sur la chaîne Savoir média.

## Synopsis
La série documentaire s'interroge sur les liens entre urbanisme et santé. L'animateur Olivier Niquet, diplômé en urbanisme, rencontre six personnes aux problématiques différentes ainsi que la Dre Claudel Pétrin-Desrosiers, des experts de l'organisme Vivre en ville et divers représentants des villes et quartiers visités.

## Épisodes
Chaque épisode se consacre à une problématique de santé physique ou mentale, exacerbée par l'environnement dans lequel vivent les personnes qui en sont atteintes, interrogées par Olivier Niquet.

### Profiter de la nature, même en ville
Dans cet épisode, Olivier Niquet rencontre un jeune homme souffrant d'anxiété et habitant dans l'arrondissement Mercier-Hochelaga-Maisonneuve à Montréal.

### Avoir sa santé à cœur
Dans cet épisode, Olivier Niquet rencontre un père de famille ayant subi une crise cardiaque et habitant à Repentigny.

### La ville dans tous ses sens
Dans cet épisode, Olivier Niquet rencontre une aveugle fonctionnelle devant jongler avec les difficultés de circuler dans le quartier Saint-Roch, dans la ville de Québec.

### Un environnement propice à la concentration
Dans cet épisode, Olivier Niquet rencontre une jeune femme atteinte d'un TDAH dans l'arrondissement de Beauport à Québec.

### Être actif.ve dans son quartier
Dans cet épisode, Olivier Niquet rencontre une jeune fille souffrant d'obésité, dans la ville de Saint-Eustache, dans les Laurentides.

### Comment mieux respirer
Dans cet épisode, Olivier Niquet rencontre une jeune femme souffrant d'asthme assez sévère, habitant dans l'arrondissement Mercier-Hochelaga-Maisonneuve à Montréal.

## Financement
La série a été produite avec la participation du Fonds TELUS et de Santé urbanité et avec le soutien des Fonds de recherche du Québec.